# توپولانی
توپولانی (به چکی: Topolany) یک منطقهٔ مسکونی در جمهوری چک است که در ناحیه ویشکوو واقع شده‌است. توپولانی ۴٫۴۳ کیلومتر مربع مساحت و ۳۱۷ نفر جمعیت دارد و ۲۴۰ متر بالاتر از سطح دریا واقع شده‌است.